# Calospila thara
Calospila thara is een vlindersoort uit de familie van de prachtvlinders (Riodinidae), onderfamilie Riodininae.
Calospila thara werd in 1858 beschreven door Hewitson.